# Michelangelo Ricci
Pour les articles homonymes, voir Ricci.
Michelangelo Ricci (né le 30 janvier 1619 à Rome, alors capitale des États pontificaux, et mort dans la même ville le 12 mai 1682) est un mathématicien et un cardinal italien du XVIIe siècle.

## Biographie

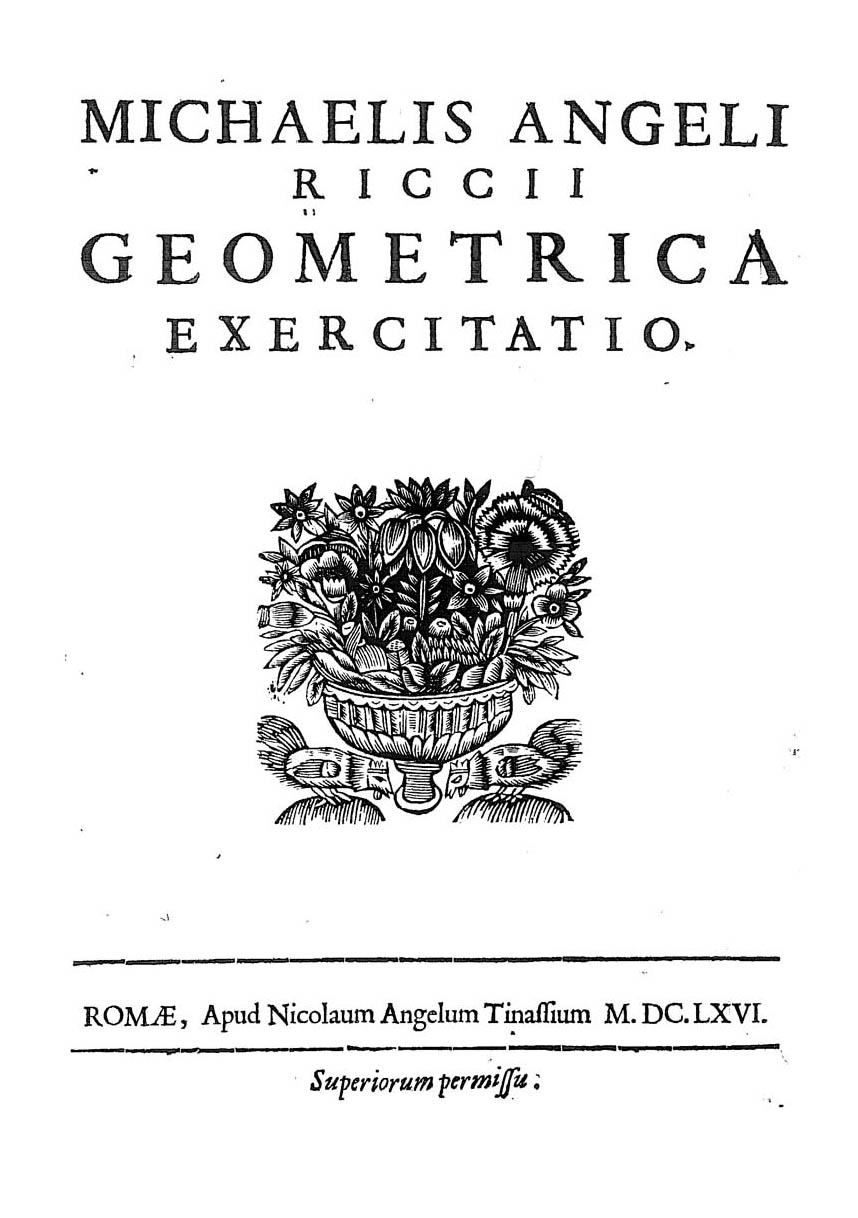
Geometrica exercitatio, 1666

Élève de Benedetto Castelli à Rome et ami d'Evangelista Torricelli, Michelangelo Ricci a joué un rôle important dans le développement de l'école galiléenne.
Il a passé toute sa carrière dans l'Église de Rome, sans pour autant être ordonné. Il sert le pape à de multiples occasions et est créé cardinal en 1681 par le pape Innocent XI. Sa position au sein de l'Église lui a été utile pour protéger ses amis et savants dans les polémiques qui les opposaient à l'école scolastique.
Il participe de façon non négligeable aux débats théoriques et expérimentaux qui précèdent la découverte par Torricelli de la pression de l'air et du baromètre à mercure. En particulier, il suit quelques expériences sur le sujet à Rome chez Gasparo Berti.
Un manuscrit de Ricci, consacré à l'Algèbre et jamais publié, se trouve à la bibliothèque de l'institut mathématiques de Gènes. Il montre que Ricci était familier de l'algèbre naissante de Viète dès 1640. Dans ce livre, il critique explicitement les résolutions géométriques de Marino Ghetaldi des problèmes d'Apollonius de Perge que le ragusien expose dans son De resolutione et compositione Matematica.
Ses travaux mathématiques publiés se résument en un traité d'une vingtaine de  pages, Exercitatio geometrica, De maximis et minimis (1666), dans lequel Ricci étudie les maximums des fonctions {\displaystyle x^{m}(a-x)^{n}} et les tangentes des courbes d'équation {\displaystyle y^{m}=kx^{n}}. Il étudie aussi les spirales (1644), les cycloïdes (1674) et reconnaît le fait que recherche de tangente et recherche de calcul d'aire sont des opérations réciproques.
Ricci est aussi connu pour ses échanges épistolaires avec Torricelli mais aussi avec Vincenzo Viviani et René de Sluze. C'est dans ses lettres que l'on découvre ses réflexions sur les paraboloïdes et les hyperboloïdes coupés par des plans parallèles, sur la surface d'un anneau ou sur la nature du vide. C'est lui qui accueille Marin Mersenne, venu en Italie présenter les travaux de Descartes. En optique, il étudie les lentilles à effet grossissant. Avec Jean-Baptiste Baliani, il discute de la révolution Galiléenne. Après la mort de Torricelli et la disparition de Cavalieri, on le sollicite pour qu'il ordonne et publie sa correspondance avec ces deux hommes. Mais celui-ci décline l'invitation condamnant ainsi les réflexions de Torricelli à un long oubli.
Il tente de défendre Francesco Redi auprès du cardinal Léopold quand Redi publie son Esperienze Intorno alla Generazione degl'Insetti, sur la génération non spontanée des insectes.